# Topònims d'Erinyà
Llistat de topònims del territori del poble d'Erinyà, a l'antic terme de Toralla i Serradell, actualment integrat en el de Conca de Dalt, del Pallars Jussà, presents a la Viquipèdia.

## Edificis

### Bordes
| - Borda de l'Aparici | - Borda de Carrera | - Borda de Faralom | - Borda del Moixo |

### Esglésies
| - Sant Isidre d'Erinyà | - Santa Maria de l'Obac |  |  |

### Masies (pel que fa als edificis)
| - Can Peret Casa | - Masia Soriguer | - Casa del Tinet |  |

## Geografia

### Boscs
| - L'Alzinar | - Bosc de la Granja de Mascarell | - La Rebollera |  |

### Camps de conreu
| - L'Acampador - Plana d'Agustí - Els Baells - Bancalades - Lo Camp - Cap de Terme - El Cap del Camp - Lo Comadró de Gasparó - Les Cornelles - La Creu - La Cua - Els Esmallols - Les Espesses - Els Feners - Horts de la Font - Formiguera - Fraires - La Gargalla - Matavaques | - Lo Planell - Les Planes - Les Plantades - Lo Pou - Pujols - Lo Rengar - Riberetes - Les Rieres - El Riu d'Aparici - Rodal d'Espaser - Santfelius - Sant Joan de Graus - La Socarrada - Camps de Soriguer - La Torroella - Lo Tros - El Tros - Les Vies és una partida en part constituïda per camps de conreu del terme municipal de Conca de Dalt, al Pallars Jussà, a l'antic terme de Toralla i Serradell, en el territori del poble d'Erinyà. És a llevant d'Erinyà, a migdia de la Carretera d'Erinyà i de lo Serrat. És a llevant de les Plantades i al nord-oest de les Planes. - Planell de les Vinyes |

### Cingleres
- Roques del Congost

### Clots
| - Clot de la Coma | - Clot de la Comella | - Clot de Comes | - Clot de Matavaques |

### Collades
- La Collada

### Comes
- La Coma

### Congosts
- Congost d'Erinyà

### Corrents d'aigua
| - Barranc d'Enserola - Llau de Fenós | - Llau de la Font de Tuiro - Barranc de Fontallaus | - Barranc de Moró - Riu de Serradell | - Barranc de la Torre |

### Costes
- La Costa

### Diversos
| - Les Roques - Solà de la Muntanya d'Erinyà - Tossal dels Corbs - Enserola | - Túnel d'Erinyà - Femat - Camp de Fenós - La Guineu | - Les Roques - El Salt d'Aigua - Sant Joan de Graus | - La Solaneta - Taula d'Enserola - Lo Tossalet |

### Entitats de població
- Erinyà

### Masies (pel que fa al territori)
| - Can Peret Casa | - Masia Soriguer | - Casa del Tinet |  |

### Muntanyes
| - Tossal dels Corbs | - Taula d'Enserola | - Lo Tossalet |  |

### Obagues
| - Obac d'Erinyà - Obaga del Febrer | - L'Obac | - Obaga de Sant Isidre | - Obaga de Saviner |

### Planes
| - Plana d'Agustí - Planell de l'Obaga | - Lo Planell | - Les Planes | - Planell de les Vinyes |

### Roques
| - Les Roques | - Roques del Congost | - Rocs de Sant Aventí |  |

### Serres
| - Serrat del Ban - Serrat de Romers | - Rocs de Sant Aventí | - Serrat de Sant Roc | - Lo Serrat |

### Solanes
| - Solà de la Muntanya d'Erinyà | - La Solaneta |  |  |

### Vies de comunicació
| - Pista de Cérvoles - Carretera d'Erinyà - Pista d'Erinyà a Serradell | - L-522 - Camí de Matavaques - Pista de la Muntanya | - N-260 - N-260a - Camí de l'Obac | - Pista de l'Obac - Pista de Santfelius - Pista de Serradell |